# Leapmotor B10
Leapmotor B10 (кит. 零跑B10; пиньинь Língpǎo B10) — компактный электромобиль-кроссовер, выпускаемый с 2025 года китайским автопроизводителем Leapmotor.

## Описание
Leapmotor B10 дебютировал в октябре 2024 года на Парижском автосалоне, затем в ноябре того же года автомобиль был представлен на выставке Auto Guangzhou. B10 — первый автомобиль серии «B», а также первая модель на платформе LEAP 3.5.
Предварительные продажи Leapmotor B10 были начаты 10 марта 2025 года. Через месяц (10 апреля 2025 года) были начаты поставки Leapmotor B10 на китайский рынок. Цвета: Starry Night Blue, Dawn Mist Purple, Electric White, Tundra Grey, Galaxy Silver, Sky Veil Grey и Metallic Black.
На европейском рынке продажи намечены на конец 2025 года. Конкурентом является BYD Atto 3.

## Технические характеристики
Напряжение бортовой системы Leapmotor B10 составляет 800 В. Базовые модели поставляются с электродвигателями мощностью 132 кВт (177 л. с.) и литий-железо-фосфатными аккумуляторами ёмкостью 56,2 кВт·ч, что обеспечивает запас хода 510 км по циклу CLTC, в то время как другие модели поставляются с электродвигателями мощностью 160 кВт (215 л. с.) и аккумуляторами ёмкостью 56,2—67,1 кВт·ч, что обеспечивает запас хода 600 км. Заявленное время зарядки от 30% до 80% составляет от 20 минут или ниже при быстрой зарядке постоянным током.
|                | Двигатель       | Двигатель           | Двигатель | Аккумулятор    | Запас хода (CLTC) | Время зарядки (30–80%) | Время разгона (0–100 км/ч) | Максимальная скорость |
| Тип            | Мощность        | Крутящий момент     |           | Аккумулятор    | Запас хода (CLTC) | Время зарядки (30–80%) | Время разгона (0–100 км/ч) | Максимальная скорость |
| -------------- | --------------- | ------------------- | --------- | -------------- | ----------------- | ---------------------- | -------------------------- | --------------------- |
| 510 Comfort    | TZ180XS101 PMSM | 132 кВт (177 л. с.) | 175 Н⋅м   | 56,2 кВт·ч LFP | 510 км            | 19 мин                 | 9,3 сек.                   | 160 км/ч              |
| 510 Joy, LiDAR | TZ180XY005 PMSM | 160 кВт (215 л. с.) | 240 Н⋅м   | 56,2 кВт·ч LFP | 510 км            | 20 мин                 | 6,8 сек.                   | 170 км/ч              |
| 600 Joy, LiDAR | TZ180XY005 PMSM | 160 кВт (215 л. с.) | 240 Н⋅м   | 67,1 кВт·ч LFP | 600 км            | 20 мин                 | 6,8 сек.                   | 170 км/ч              |

## Продажи
В первый час после начала предварительных продаж было подано 15010 заказов, 73% из которых оснащены лидарами. После 10 апреля 2025 года было подано 10016 заказов.